# Vierstimmiger Satz
Der vierstimmige Satz ist eine besonders häufige musikalische Satztechnik, die auf die Beteiligung von vier Stimmen abzielt, die nach den vier menschlichen Stimmlagen (Sopran, Alt, Tenor und Bass) benannt werden.
Der vierstimmige Satz strebt nach einem Ausgleich zwischen homophon-vertikaler Übereinstimmung (als homophoner Satz), damit das Gesamtklangbild nicht zu unruhig wird und gewahrt bleibt, und polyphon-horizontaler Selbstständigkeit (als polyphoner Satz), um die Stimmen gesanglich interessant zu gestalten. Die Stimmführung unterliegt dabei den Regeln des Kontrapunkts.

## Geschichte
Der vierstimmige Satz entwickelte sich im 17. Jahrhundert als so genannter „Kantionalsatz“ aus homophon gestalteten Lied- und Instrumentalsätzen der Renaissance. Ein bekanntes Beispiel dieser Entwicklung des vierstimmigen Satzes ist der „Beckersche Psalter“ von Heinrich Schütz (1628, rev. 1661). Eine Ausnahme bilden sie Sätze der Renaissance, welche meistens fünfstimmig waren. Sie erlaubten daher nur eingeschränkte Beweglichkeit der Einzelstimmen.
Als musterhaft gelten heute die vierstimmigen Sätze von Johann Sebastian Bach, weil sie den o. g. Forderungen voll entsprechen. Viele von Bachs Kantaten schließen typischerweise mit einem vierstimmigen Choralsatz. Seine Choral-Harmonisierungen wurden zu seinen Lebzeiten nicht nur gerühmt, sondern auch kritisiert. Ihre textbezogene Expressivität stieß vor allem nach ihrer textlosen Veröffentlichung durch Carl Philipp Emanuel Bach auf Ablehnung.
Harmonisch sehr anspruchsvolle vierstimmige Sätze von Volks- und Kirchenliedern schuf später Max Reger.

## Anwendung

### Vokalmusik
Häufiger Anwendungsfall des vierstimmigen Satzes ist die Schaffung eines Satzes zu einer gegebenen Melodie, z. B. für eine Aufführung mit einem Chor. Hierfür sollte zunächst das harmonische Potenzial der Melodie abgeschätzt und dann eine passende Basslinie konstruiert werden. Erst in einem letzten Schritt werden die beiden Mittelstimmen hinzugefügt. Dabei ist auf den natürlichen Umfang der Stimmen zu achten.
Der vierstimmige Satz hat einige aus seinen Bedingungen erwachsende Stereotype hervorgebracht. Da z. B. an Schlüssen der Grundton meistens bereits von Sopran und Bass belegt wird, fällt der Alt häufig, obwohl dies recht unsanglich ist, vom Leitton auf die Quinte, um einen quintenlosen Schlussakkord zu vermeiden. Der Tenor hingegen fällt an dieser Stelle oft von der Dominant-Septime auf die Terz, was sich wesentlich sanglicher ausnimmt.
Bei Sätzen für so genannte „gleiche“ Stimmen, also beispielsweise Männerchor mit zwei Tenor- und zwei Bassstimmen, ist vom Komponisten/Arrangeur stärker auf die Auswirkungen entstehender Stimmkreuzungen zu achten, da der abgedeckte Tonbereich geringer ist.

### Instrumentalmusik
Das Generalbass-Spiel ist in seiner Idealform eine instrumentale Anwendung des vierstimmigen Satzes. Hier ist die Ausgangslage umgekehrt: nur die Bassstimme ist gegeben, die drei Oberstimmen müssen vom Spieler anhand der Bezifferung improvisierend ergänzt werden.
Dieser Generalbass bildet eine Zusammenfassung des harmonischen Verlaufes einer Komposition. Seine Vierstimmigkeit wurde zur Grundlage des „Obligaten Accompagnements“ der nachbarocken Musik, auch und vor allem der Instrumentalmusik, insbesondere der Wiener Klassik. Bereits die Reduzierung des üblichen Streicherkorpus von fünf auf vier Stimmen im Spätbarock (die zweite Bratsche entfiel) bereitete diese Entwicklung vor.

## Komposition von Kantionalsätzen
Grundsätzlich verwendet man für vierstimmige Sätze im Kantionalstil die sich aus den sieben Stufen der zugrundeliegenden Tonleiter ergebenden Akkorde. Bevor man mit der Komposition des Satzes beginnt, muss man sich zu jedem Melodieton einen passenden Akkord aus den sechs möglichen heraussuchen, in dem der jeweilige Melodieton enthalten sein muss. An welcher Stelle der Ton im Akkord auftaucht, ist nicht von Relevanz.
Dann wird auf der Basis dieser Akkorde eine zur Melodie passende Basslinie konstruiert. Die Quinte darf in dieser nur in Ausnahmefällen auftauchen, dazu später. Idealerweise verlaufen Sopran und Bass gegenparallel, um später beim Ausformulieren der Mittelstimmen Parallelen zu vermeiden.
Danach werden die Mittelstimmen hinzugefügt. Da vierstimmige Akkorde standardmäßig aus dreistimmigen Akkorden entstehen, muss ein Ton verdoppelt werden. In der Regel ist dies der Grundton, wo dies aufgrund von Parallelen nicht möglich ist, wird zunächst die Quinte, falls auch das nicht möglich ist, die Terz verdoppelt. Abweichend können einzelne Akkorde eines Satzes auch Septakkorde sein. Nach der reinen Harmonielehre dürfen die Stimmen von Akkord zu Akkord keine übermäßigen oder verminderten Sprünge machen, ebenso keine Sprünge, die größer sind als eine Oktave. Außerdem dürfen keine Quint- oder Oktavparallelen auftauchen, d. h., es dürfen nicht zwei Stimmen im Abstand einer Quinte oder Oktave von einem Akkord zum nächsten parallel auf- oder absteigend verlaufen. Ein Komponist kann jedoch mit der Verletzung dieser Regeln gewünschte Effekte erzielen.
Besonderheiten bei der Komposition:

### Vorhalte
Ein Vorhalt ist ein Ton, der ein Bestandteil des vorhergehenden Akkordes ist (als übergebundene oder neu angeschlagene Note), der im neuen Akkord dissonant ist und schrittweise in eine Konsonanz aufgelöst wird. Vorkommen können
- Septvorhalte, die zur Oktave aufgelöst werden
- Quartvorhalte, die zur Terz aufgelöst werden
- Sekund- oder Nonvorhalte, die zur Prime bzw. Oktave aufgelöst werden.

Am häufigsten kommen Quartvorhalte vor.

### Durchgänge und Wechselnoten
Bei einem Durchgang „bricht“ ein Ton aus dem Akkord „aus“, um schrittweise dissonant und dann im gleichen Akkord (oder gegebenenfalls im nächsten) ebenfalls schrittweise wieder konsonant zu werden. Auch hier gibt es in erster Linie die drei unter 2.1 genannten Möglichkeiten. Zu Wechselnoten siehe dort.

### Besondere Akkorde
- Vorhaltsquartsextakkord: Er ist eine Konstruktion, die eine Quinte im Bass erfordert und erlaubt. Die vierte Stufe bildet hier einen Quartvorhalt zur Dominante, die daraufhin in die Tonika aufgelöst wird. Der Vorhaltsquartsextakkord findet häufig Verwendung in Schlusskadenzen.

- verkürzter Dominantseptakkord: Hier wird der Grundton des Akkordes herausgelassen. Am Beispiel eines verkürzten {\displaystyle G^{7}} fällt also das G weg. Dieser Akkord wird zur Tonika aufgelöst.
- Durchgangsquartsextakkord: Hierbei handelt es sich um einen Akkord, der auf einem schrittweise geführten Bass aufgebaut wird. Die Quinte als Basston darf nur im Schritt erreicht und auch wieder verlassen werden. Diese Konstruktion ist bei allen Haupt- und Nebendreiklängen möglich.
- Wechselquartsextakkord: Ein Akkord in der Grundstellung wird durch schrittweise Erhöhung der Terz und der Quinte zum Quartsextakkord. Die veränderten Töne werden direkt wieder abwärts zu Terz und Quinte, haben also einen parallelen Wechsel mit den oberen Nebennoten vollzogen. Der Basston wird entweder über diesen Zeitraum gehalten oder kann auch jeweils mit angeschlagen werden.
- Sixte ajoutée und {\displaystyle S^{6}}-Wendung: Hierbei handelt es sich um kleine Varianten einer Kadenz, die die Subdominante betreffen. Bei der Sixte ajoutée wird schlicht kein Ton verdoppelt, sondern die Sexte hinzugefügt. In der {\displaystyle S^{6}}-Wendung wird die Quinte durch die Sexte ersetzt und der Grundton verdoppelt, da der Akkord sonst wie eine Subdominantparallele mit Quintverdoppelung aussähe. Darüber hinaus werden beide Akkorde wie eine gewöhnliche Subdominante gehandhabt, sie verstärken in erster Linie die subdominantische Wirkung eines Akkordes und sind daher auch gut für Modulationen geeignet.

### Standardisierte Wendungen
- Pachelbeltonleiter: Eine beliebte Möglichkeit zum Harmonisieren einer Durtonleiter. Die Bassstimme bewegt sich zu einer aufsteigenden Tonleiter wie folgt: Quarte nach unten - Quarte nach oben - Quarte nach oben - kl. Sekunde nach unten - Quarte nach oben - gr. Sekunde nach unten (bzw. Quinte nach unten) - Quarte nach oben (bzw. kl. Septe nach oben). Dazu wird harmonisiert: T - D - T - S - Dp - Tp - D (oder verkürzter {\displaystyle D^{7}}) - T. Man kann das ganze auch umdrehen und für fallende Tonleitern verwenden, wobei dann die Variante mit verkürztem {\displaystyle D^{7}} keinen Sinn hat, da dieser Akkord ausschließlich zur Tonika führt. Entsprechend dem natürlichen menschlichen Stimmumfang müssen hier die Ausgangstöne für die Basslinie entsprechend gewählt werden.

- Schlusswendungen
  - Authentischer Ganzschluss V–I (Dominante zur Tonika)
  - Plagaler Ganzschluss IV–I (Subdominante zur Tonika)
  - Halbschluss: unvollständiger Schluss ohne abschließende Tonika (bevorzugt auf der Dominante endend)
  - Trugschluss V–VI (Dominante zur Tonikaparallele)
  - Phrygischer Schluss: eine spezielle Schlusswendung, die z. B. bei der Harmonisierung phrygischer Choräle auftritt: Ein Moll-Dreiklang oder -Sextakkord wird zu einem Dur-Akkord in Grundstellung geführt. Dabei liegt der Grundton des Mollakkords einen Ganzton unter dem des Durakkords. So ergibt sich in Ober- oder Unterstimme ein Halbtonschritt nach unten, der dem Halbtonschritt zu Beginn der phrygischen Skala entspricht.

Bei den Schlusswendungen ist der Unterschied zwischen Halb- und Plagalschluss nur im Kontext zu erkennen, da die Akkorde je nach Tonart gegebenenfalls identisch sind. Hier ist eine eindeutige Benennung nur über die Grundtonart des Liedes möglich. Halb- und Trugschluss sind nicht als Ende für ein Stück verwendbar. Es handelt sich um „Zwischenschlüsse“, die vor Pausen oder am Ende von Zeilen verwendet werden.

### Siehe dazu auch
- Näheres zu den Schlusswendungen
- weitere Stimmführungsregeln